# Andong
Andong (Andong-si; 안동시; 安東市), è una città della provincia sudcoreana del Gyeongsang Settentrionale. È il capoluogo della Provincia di Nord Gyeongsang e ha una popolazione di 159.412 abitanti (dati del 2020)